# Gonzalo Matías Ríos
Gonzalo Ríos (San Rafael, Argentina; 30 de enero de 1992), es un  futbolista argentino. Juega como delantero y su equipo actual es el Atlético Club San Martín de Mendoza del Torneo Federal A.

## Clubes
| Club             | País      | Año       | PJ  | Goles |
| ---------------- | --------- | --------- | --- | ----- |
| Boca Unidos      | Argentina | 2011-2013 | 86  | 19    |
| Quilmes AC       | Argentina | 2013-2014 | 12  | 4     |
| Boca Unidos      | Argentina | 2014-2015 | 15  | 2     |
| Club León        | México    | 2015      | 9   | 3     |
| Temperley        | Argentina | 2016      | 4   | 3     |
| Boca Unidos      | Argentina | 2017-2019 | 56  | 6     |
| Central Norte    | Argentina | 2019-2022 |     |       |
| Atlético Rafaela | Argentina | 2023-Act. |     |       |
| Total            | Total     | Total     | 182 | 37    |